# Unterseeboot 743
L'Unterseeboot 743 ou U-743 est un sous-marin allemand (U-Boot) de type VIIC utilisé par la Kriegsmarine pendant la Seconde Guerre mondiale.
Le sous-marin fut commandé le 5 juin 1941 à Dantzig (Schichau-Werke), sa quille fut posée le 30 mai 1942, il fut lancé le 11 mars 1943, et mis en service le 15 mai 1943, sous le commandement du Leutnant zur See Wolfgang Poeschel.
L'U-743 n'endommagea ou ne coula aucun navire au cours de l'unique patrouille (12 jours en mer) qu'il effectua.
Il fut porté disparu en Mer de Norvège, en août 1944.

## Conception
Unterseeboot type VII, l'U-743 avait un déplacement de 769 tonnes en surface et 871 tonnes en plongée. Il avait une longueur totale de 67,10 m, un maître-bau de 6,20 m, une hauteur de 9,60 m et un tirant d'eau de 4,74 m. Le sous-marin était propulsé par deux hélices de 1,23 m, deux moteurs diesel Germaniawerft M6V 40/46 de 6 cylindres en ligne de 1 400 cv à 470 tr/min, produisant un total de 2 060 à 2 350 kW en surface et de deux moteurs électriques AEG GU 460/8–27 de 375 cv à 295 tr/min, produisant un total 550 kW, en plongée. Le sous-marin avait une vitesse en surface de 17,7 nœuds (32,8 km/h) et une vitesse de 7,6 nœuds (14,1 km/h) en plongée. Immergé, il avait un rayon d'action de 80 milles marins (150 km) à 4 nœuds (7,4 km/h; 4,6 milles par heure) et pouvait atteindre une profondeur de 230 m. En surface son rayon d'action était de 8 500 milles nautiques (soit 15 700 km) à 10 nœuds (19 km/h).
 L'U-743 était équipé de cinq tubes lance-torpilles de 53,3 cm (quatre montés à l'avant et un à l'arrière) qui contenait quatorze torpilles. Il était équipé d'un canon de 8,8 cm SK C/35 (220 coups) et d'un canon antiaérien de 20 mm Flak. Il pouvait transporter 26 mines TMA ou 39 mines TMB. Son équipage comprenait 4 officiers et 40 à 56 sous-mariniers.

## Historique
Il reçut sa formation de base au sein de la 8. Unterseebootsflottille jusqu'au 30 juin 1944, puis il intégra sa formation de combat dans la 1. Unterseebootsflottille.
Sa première patrouille est précédée par un court trajet de Kiel à Bergen. Elle commence réellement le 18 août 1944 au départ de Bergen pour opérer dans les eaux Arctiques.
 Le 20 août, l'U-743 est attaqué par un Liberator britannique du 86 Sqdn RAF / K au nord-ouest de Kristiansand. L'attaque fait un mort, deux blessés et son Schnorkel est endommagé, l'obligeant à retourner précipitamment sur Trondheim. Il repart le lendemain et fait cap vers l'ouest. L'U-743 a envoyé son dernier message radio le 22 août lorsqu'il était en route vers sa zone opérationnelle. L'U-boot a été considéré comme porté disparu le 10 septembre 1944 lorsqu'il ne signala plus sa position.
Les 50 membres d'équipage meurent dans cette disparition.

### Fait précédemment établi
Coulé le 9 septembre 1944 au nord-ouest de l'Irlande à la position approximative 55° 45′ N, 11° 41′ O, par des charges de profondeur de la corvette britannique HMS Portchester Castle (K362) (en) et de la frégate britannique HMS Helmsdale. Cette attaque fut par la suite attribuée au naufrage de l'U-484.

## Affectations
- 8. Unterseebootsflottille du 15 mai 1943 au 30 juin 1944 (Période de formation).
- 1. Unterseebootsflottille du 1er juillet 1944 au 22 août 1944 (Unité combattante).

## Commandement
- Oberleutnant zur See Helmut Kandzior du 15 mai 1943 au 22 août 1944.

## Patrouille(s)
|       | Commandant            | Départ       | Départ    | Arrivée      | Arrivée       | Jours    | Succès |
| ----- | --------------------- | ------------ | --------- | ------------ | ------------- | -------- | ------ |
|       | Oblt. Helmut Kandzior | 15 juin 1944 | Kiel      | 21 juin 1944 | Bergen        | 7 jours  |        |
| 1     | Oblt. Helmut Kandzior | 18 août 1944 | Bergen    | 20 août 1944 | Trondheim     | 3 jours  |        |
| L     | Oblt. Helmut Kandzior | 21 août 1944 | Trondheim | 22 août 1944 | Porté disparu | 2 jours  |        |
| Total | Total                 | Total        | Total     | Total        | Total         | 12 jours | 0 t    |

Note : Oblt. = Oberleutnant zur See